# Nochiura Natsumi
Nochiura Natsumi  (後浦なつみ, Nochiura Natsumi), est un groupe temporaire du Hello! Project créé en 2004, formé des trois chanteuses solistes Maki Goto, Natsumi Abe (toutes deux ex-Morning Musume) et Aya Matsuura. Le nom du groupe est composé de kanjis ou kanas tirés des noms de chaque membre, avec une lecture différente pour celui de Goto, « Go » devenant « Nochi ». Le trio ne sortira qu'un seul single, en octobre suivant : Renai Sentai Shitsu Ranger. 
Natsumi Abe étant momentanément suspendue de toute activité à la suite d'une affaire de plagiat fin 2004, le groupe se produit sans elle en duo lors de la populaire émission télévisée de fin d'année Kōhaku Uta Gassen. Il se produit ensuite en trio pour une tournée de concerts au printemps 2005, interprétant des titres du répertoire des chanteuses en solo ou de leurs anciens groupes. Le groupe cesse ensuite ses activités sous cette forme, mais les trois membres forment un nouveau groupe similaire peu après en septembre 2005, DEF.DIVA, rejointes par une quatrième membre, Rika Ishikawa.

## Discographie
Single
- 6 octobre 2004 : Renai Sentai Shitsu Ranger (恋愛戦隊シツレンジャー?)

Single V (DVD)
- 27 octobre 2004 : Renai Sentai Shitsu Ranger (恋愛戦隊シツレンジャー?)

DVD
- 3 août 2005 : Nochiura Natsumi Concert Tour 2005 Haru "Triangle Energy" (後浦なつみコンサートツアー2005春「トライアングルエナジー」?)

## Liens
- Discographie officielle